# Xalteta
Xalteta är en ort i Mexiko.   Den ligger i kommunen Tlatlauquitepec och delstaten Puebla, i den sydöstra delen av landet, 180 km öster om huvudstaden Mexico City. Xalteta ligger 1 794 meter över havet och antalet invånare är 321.
Terrängen runt Xalteta är huvudsakligen kuperad, men norrut är den bergig. Runt Xalteta är det ganska tätbefolkat, med 199 invånare per kvadratkilometer. Närmaste större samhälle är Teziutlan, 13,8 km öster om Xalteta. I omgivningarna runt Xalteta växer huvudsakligen savannskog.